# Francesca Giovannetti
Francesca Giovannetti (Cantù, 20 novembre 1973) è un'attrice italiana.

## Biografia
Ha recitato in varie serie televisive come  Distretto di Polizia 9 con la regia di Alberto Ferrari e ne Rex nel 2009.
Ha recitato al cinema ne La terza stella nel 2005 con la regia di Alberto Ferrari.

## Filmografia

### Attrice

#### Cinema
- Tra due donne, regia di Alberto Ferrari (2001)
- La terza stella, regia di Alberto Ferrari (2005)
- I fratelli De Filippo, regia di Sergio Rubini (2021)

#### Televisione
- Camera Café - episodio 3x45 (2006)
- Rex – serie TV, episodio 2x03 (2009)
- Distretto di Polizia – serie TV, 33 episodi (2009-2010)
- I misteri di Laura – serie TV, episodio 1x05 (2015)
- Doc - Nelle tue mani – serie TV, episodio 3x16 (2024)
- Libera – serie TV, 5 episodi (2024)